# خولوق
خولوق (به ترکی آذربایجانی: Xuluq) یک منطقه مسکونی در جمهوری آذربایجان است که در شهرستان قوسار واقع شده‌است. خولوق ۳۶۹ نفر جمعیت دارد. دهستان خولوق شامل روستاهای خولوق و گیلاه است.